# واغازین
واغازین (ارمنی: Վաղազին) یک منطقهٔ مسکونی در جمهوری آرتساخ است که در استان کاشاتاق واقع شده‌است.